# Плава антилопа
Плава антилопа (лат. Hippotragus leucophaeus) је изумрла врста антилопе. Насељавала је јужни део Африке.

## Угроженост
Ова врста је наведена као изумрла, што значи да нису познати живи примерци. Последње примерке су устрелили око 1800. године европски досељеници.

## Распрострањење
Ареал врсте је био ограничен на холандску, касније британску, Капску колонију.